# Grove Hill
Grove Hill è un comune degli Stati Uniti d'America situato nella contea di Clarke dello Stato dell'Alabama.